# Tony Moran
Anthony Moran (14 de agosto de 1957) é um  ator e produtor. É mais lembrado por interpretar Michael Myers sem máscara no filme slasher Halloween (1978). Desde então, ele passou a fazer aparições nas séries de televisão The Waltons e CHiPs entre outras.